# Stefani Kirjakowa
Stefani Radoslawowa Kirjakowa (bulgarisch Стефани Радославова Кирякова; * 5. Januar 2001 in Burgas) ist eine ehemalige bulgarische Rhythmische Sportgymnastin.

## Karriere
Kirjakowa begann im Alter von sechs Jahren mit der rhythmischen Sportgymnastik und gehörte später zur bulgarischen Nationalgruppe.
Bei den Europameisterschaften 2018 gewann sie mit der Gruppe Gold mit drei Bällen und zwei Seilen sowie Bronze im Mehrkampf und in der Mannschaftswertung. Im selben Jahr folgte bei den Weltmeisterschaften Gold mit fünf Reifen und Bronze im Mehrkampf. 2019 sicherte sie sich mit der Gruppe bei den Europaspielen in Minsk Silber im Mehrkampf und mit fünf Bällen sowie Bronze mit drei Reifen und vier Keulen. Bei den Weltmeisterschaften desselben Jahres gewann sie Silber mit fünf Bällen und erneut Bronze im Mehrkampf.
2021 errang sie bei den Europameisterschaften Gold mit fünf Bällen und Silber mit drei Reifen und vier Keulen. Bei den Olympischen Spielen in Tokio gewann sie mit der bulgarischen Gruppe die Goldmedaille im Mehrkampf.
Im selben Jahr wurde sie zur Ehrenbürgerin der Stadt Sofia ernannt.